# Sommer-OL 1928
De olympiske lege 1928 (officielt: Den IX Olympiades Lege) fandt sted i Amsterdam, efter at det i tredje forsøg endelig lykkedes Holland at få legene. Tyskland var omsider tilbage på banen efter 16 års fravær. 
De olympiske traditioner var stadig i gang med at blive udviklet, og i Amsterdam introducerede man den olympiske flamme, som var tændt under hele OL.
Kvinder fik lov til at stille op i atletikdiscipliner, selvom de Coubertin stadig var imod kvinders deltagelse i anstrengende sportsgrene. Han fik dog kvindernes adgang begrænset til kun fem discipliner. De Coubertin var ramt af sygdom og kunne derfor ikke overvære legene, hvilket var første gang (bortset fra de olympiske mellemlege i 1906).
En af disciplinerne var 800 m, vundet af tyske Lina Radke-Batschauer, men de fleste andre deltagere var, ikke ulig deres mandlige kollegaer, på grænsen af total udmattelse. Men man mente, at dette var upassende for kvinder, og siden så man ikke kvinder på distancen før 1960.
Blandt medaljevinderne var Paavo Nurmi, der fortsatte sin medaljehøst med tre medaljer. Det blev hans sidste OL. Johnny Weismuller – senere kendt som Tarzan – vandt sin fjerde og femte OL-guldmedalje, og den norske prins Olav, senere Olav 5., blev den første kongelige medaljevinder.
En rekord, der aldrig bliver slået, blev sat af italienske Luigina Giavotti. Med sin sølvmedalje i gymnastik er hun den yngste medaljevinder nogensinde: 11 år, 300 dage.  Grænsen for deltagelse er nu 16 år.
Danske cykelryttere rejste hjem med tre guld og en bronze – med Willy Falck Hansen noteret for to af de fire medaljer.

## Sportsgrene
| - Atletik - Boksning - Brydning - Cykling | - Fodbold - Fægtning - Gymnastik - Hockey | - Moderne femkamp - Ridning - Roning - Sejlsport | - Svømning - Udspring - Vandpolo - Vægtløftning |

Demonstrationssportsgrene:
- Jeu de Paume
- Kurvebold
- Lacrosse

Kunstkonkurrencer:
- Bygningskunst
- Litteratur
- Musik
- Maleri og grafik
- Billedhuggeri

## Danske medaljevindere
Danske deltagere
- 82 mænd
- 9 kvinder

| Medalje | Navn                                                                      | Sport            | Disciplin            |
| ------- | ------------------------------------------------------------------------- | ---------------- | -------------------- |
| Guld    | Henry Hansen                                                              | Landevejscykling | Enkeltstart (168 km) |
| Guld    | Henry Hansen Leo Nielsen Orla Jørgensen                                   | Landevejscykling | Enkeltstart hold     |
| Guld    | Willy Falck Hansen                                                        | Banecykling      | 1 km enkeltstart     |
| Sølv    | Wilhelm Vett Niels Otto Møller Aage Høy-Petersen Peter Schlütter S. Linck | Sejlsport        | 6 m-både             |
| Bronze  | Willy Falck Hansen                                                        | Banecykling      | Sprint               |
| Bronze  | Michael Jacob Michaelsen                                                  | Boksning         | Sværvægt             |

## Medaljefordeling
Top 10
| Placering | Land           | Guld | Sølv | Bronze | Total |
| --------- | -------------- | ---- | ---- | ------ | ----- |
| 1         | USA (USA)      | 22   | 18   | 16     | 56    |
| 2         | Tyskland (GER) | 10   | 7    | 14     | 31    |
| 3         | Finland (FIN)  | 8    | 8    | 9      | 25    |
| 4         | Sverige (SWE)  | 7    | 6    | 12     | 25    |
| 5         | Italien (ITA)  | 7    | 5    | 7      | 19    |
| 6         | Schweiz (SUI)  | 7    | 4    | 4      | 15    |
| 7         | Frankrig (FRA) | 6    | 10   | 5      | 21    |
| 8         | Holland (NED)  | 6    | 9    | 4      | 19    |
| 9         | Ungarn (HUN)   | 4    | 5    | 0      | 9     |
| 10        | Canada (CAN)   | 4    | 4    | 7      | 15    |

## Boksning
Den olympiske bokseturnering blev afviklet i dagene 7.- 12. august 1928. Der blev bokset i 8 vægtklasser. Bedste nation blev Italien med tre guldmedaljer og en bronzemedalje. Fra Danmark deltog seks boksere, men kun sværvægteren Michael Michaelsen vandt medalje, da han fik bronze.

## Fodbold
I fodboldturneringen deltog 17 lande. 18 var tilmeldt, men Estland meldte afbud. Uruguay forsvarede den olympiske titel, holdet havde vundet fire år tidligere, ved at slå Argentina i finalen.
Alle kampene blev spillet på Olympisch Stadion i Amsterdam.
| Dato             | Kamp                         | Res. | Tilskuere |
| ---------------- | ---------------------------- | ---- | --------- |
| Indledende runde |                              |      |           |
| 27.5.            | Portugal - Chile             | 4-2  |           |
| 1. runde         |                              |      |           |
| 27.5.            | Belgien - Luxembourg         | 5-3  | 10.000    |
| 28.5.            | Egypten - Tyrkiet            | 7-1  | 15.000    |
| 28.5.            | Tyskland - Schweiz           | 4-0  | 35.000    |
| 29.5.            | Italien - Frankrig           | 4-3  | 8.000     |
| 29.5.            | Portugal - Jugoslavien       | 2-1  | 15.000    |
| 30.5.            | Spanien - Mexico             | 7-1  | 4.000     |
| 30.5.            | Argentina - USA              | 11-2 |           |
| 30.5.            | Uruguay - Holland            | 2-0  | 40.000    |
| Kvartfinaler     |                              |      |           |
| 1.6.             | Italien - Spanien            | 1-1  |           |
| 2.6.             | Argentina - Belgien          | 6-3  | 25.000    |
| 3.6.             | Egypten - Portugal           | 2-1  |           |
| 3.6.             | Uruguay - Tyskland           | 4-1  | 45.000    |
| 4.6.             | Italien - Spanien (omkamp)   | 7-1  |           |
| Semifinaler      |                              |      |           |
| 6.6.             | Argentina - Egypten          | 6-0  |           |
| 7.6.             | Uruguay - Italien            | 3-2  |           |
| Bronzekamp       |                              |      |           |
| 10.6.            | Italien - Egypten            | 11-3 |           |
| Finale           |                              |      |           |
| 10.6.            | Uruguay - Argentina          | 1-1  |           |
| 13.6.            | Uruguay - Argentina (omkamp) | 2-1  |           |
| Guld | Sølv | Bronze |
| Uruguay | Argentina | Italien |
| Andrés Mazali, José Nasazzi, Pedro Arispe, José Leandro Andrade, Juan Piriz, Lorenzo Fernández, Alvaro Gestido, Santos Urdináran, Héctor Castro, Pedro Cea, Antonio Campolo, Héctor Scarone, Juan Arremón, René Borjas, Adhemar Canavesi, Roberto Figueros | Angelo Bosio, Fernando Paternoster, Ludovico Bidoglio, Juan Evaristo, Luis Monti, Segundo Medici, Raimundo Orsi, Enrique Gainzarain, Manuel Ferryra, Domingo Tarsconi, Adolfo Carricaberry, Feliciano Angel Perducca, Octavio Diaz, Roberto Cherro, Rodolfo Orlandini, Saúl Calandra | Elvio Banchero, Delfo Bellini, Umberto Caligaris, Alfredo Pitto, Fulvio Bernardini, Pietro Genovesi, Adolfo Baloncieri, Giampiero Combi, Angelo Schiavio, Virgillo Felice Levratto, Mario Magnozzi, Virginio Rosetta, Silvio Pietroboni, Giovanni Deprà, Antonio Janni, Enrico Rivolta, Gino Rossetti |